# Grupa pułkownika Stanisława Małachowskiego
Grupa pułkownika Stanisława Małachowskiego – związek taktyczny Wojska Polskiego z okresu wojny polsko-bolszewickiej.

## Struktura organizacyjna
Skład 28 maja 1920:
- dowództwo grupy
- 28 pułk piechoty
- 30 pułk piechoty
- 21 pułk piechoty